# Prix littéraires 1994
Liste des prix littéraires décernés au cours de l'année 1994 :

## Prix internationaux
- Prix Nobel de littérature : Kenzaburō Ōe (Japon)[1]
- Grand prix de littérature du Conseil nordique : Kerstin Ekman (Suède) pour Crimes au bord de l'eau[2]
- Grand prix littéraire d'Afrique noire : Calixthe Beyala (Cameroun) pour Maman a un amant[3]
- Prix Carbet de la Caraïbe et du Tout-Monde : Raphaël Confiant (France) pour L'allée des soupirs
- Prix des Mascareignes : Monique Agénor (France) pour L'aïeule de l'isle Bourbon
- Prix Tropiques : Calixthe Beyala (Cameroun-France) pour Assèze l'Africaine
- Neustadt International Prize for Literature : Edward Kamau Brathwaite (Barbade)

## Allemagne
- Prix Georg-Büchner : Adolf Muschg
- Prix Heinrich Böll : non attribué
- Prix Friedrich Hölderlin (Bad Homburg) : Ludwig Harig

## Belgique
- Prix Victor-Rossel : Alain Bosquet de Thoran, La Petite place à côté du théâtre
- Prix Alix Charlier-Anciaux : Werner Lambersy, pour l'ensemble de son œuvre
- Prix Frans de Wever : Vincent Engel, Légende en attente

## Canada
- Grand prix du livre de Montréal : Sergio Kokis pour Le Pavillon des miroirs
- Médaille de l'Académie des lettres du Québec : Maryvonne Kendergi
- Prix Athanase-David : Réjean Ducharme
- Prix du Gouverneur général :
  - Catégorie « Romans et nouvelles de langue anglaise » : Rudy Wiebe pour A Discovery of Strangers
  - Catégorie « Romans et nouvelles de langue française » :  Robert Lalonde pour Le Petit aigle à tête blanche
  - Catégorie « Poésie de langue anglaise » : Robert Hilles pour Cantos from a Small Room
  - Catégorie « Poésie de langue française » : Fulvio Caccia pour Aknos
  - Catégorie « Théâtre de langue anglaise » : Morris Panych pour The Ends of the Earth
  - Catégorie « Théâtre de langue française » : Michel Ouellette pour French Town
  - Catégorie « Études et essais de langue anglaise » : John A. Livingston pour Rogue Primate: An Exploration of Human Domestication
  - Catégorie « Études et essais de langue française » : Chantal Saint-Jarre pour Du sida
- Prix Giller : M.G. Vassanji pour The Book of Secrets
- Prix Jean-Hamelin : Fernand Dumont pour Genèse de la société québécoise
- Prix Robert-Cliche : Robert Gagnon pour La Thèse

## Chili
- Prix national de Littérature : Jorge Edwards (1931-)

## Corée du Sud
- Prix de l'Association des poètes coréens : Sin Jung-sin pour 바이칼호에 와서
- Prix Daesan
  - Catégorie « Poésie » : Lee Hyeonggi pour Les villes ne meurent pas
  - Catégorie « Roman » : Yi Chong-jun pour Des vêtements blancs
  - Catégorie « Critique » : Kim U-chang pour 시인의 보석
  - Catégorie « Traduction » : Ch'oe Yun et Patrick Maurus pour La Place de Choi In-hun
- Prix Dong-in : Park Wansuh pour Ma dernière possession
- Prix de littérature contemporaine (Hyundae Munhak)
  - Catégorie « Poésie » : Cho Jung-kwon pour 튀빙겐 가는 길
  - Catégorie « Roman » : Yun Humyong pour 별을 사랑하는 마음으로
  - Catégorie « Critique » : Shin Donguk pour 평론집『우리 시의 짜임과 역사적 인식
- Prix Gongcho : Park Nam-su pour 꿈의 물감
- Prix Jeong Ji-yong : Lee Seong-sun pour 큰 노래
- Prix Kim Soo-young : Cha Chang-ryong pour 해가 지지 않는 쟁기질
- Prix de poésie Sowol : Im Young-jo pour 고도를 위하여
- Prix Woltan : Jung Soseong pour 대동여지도
- Prix Yi Sang : Ch'oe Yun pour Le dernier des Hanako

## Danemark
- Prix Hans Christian Andersen : Michio Mado (Japon)

## Espagne
- Prix Cervantes : Mario Vargas Llosa, pour l'ensemble de son œuvre
- Prix Prince des Asturies : Carlos Fuentes
- Prix Nadal : Rosa Regàs, pour Azul (es)
- Prix Planeta : Camilo José Cela, pour La cruz de San Andrés
- Prix national des Lettres espagnoles : Carmen Martín Gaite
- Prix national de Narration : Gustavo Martín Garzo, pour El lenguaje de las fuentes
- Prix national de Poésie : Rafael Guillén (es), pour Los estados transparentes
- Prix national d'Essai : Rafael Sánchez Ferlosio, pour Vendrán más años malos y nos harán más ciegos
- Prix national de Littérature dramatique : José María Rodríguez Méndez (es), pour El pájaro solitario
- Prix national de Littérature infantile et juvénile : Gabriel Janer (es), pour Han cremat el mar — écrit en catalan.
- Prix Adonáis de Poésie : Ana Merino (es), pour Preparativos para un viaje
- Prix Anagrama : Miguel Morey (es), pour Los estados transparentes
- Prix Loewe : Alejandro Duque Amusco (es), pour Donde rompe la noche
- Prix de la nouvelle courte Casino Mieres : Raúl Torres Herreros, pour Tardes de Chocolate
- Prix d'honneur des lettres catalanes : Jordi Sarsanedas (écrivain)
- Journée des lettres galiciennes : Luis Seoane
- Prix de la critique Serra d'Or : 
  - Carles Miralles i Solà, pour Sobre Foix, essai.
  - Rosa Delor, pour Salvador Espriu, els anys d'aprenentatge. 1929-1943, étude littéraire.
  - Cristina Badosa, pour Josep Pla, el difícil equilibri entre la literatura i la política, biographie/mémoire.
  - Quim Monzó, pour El perquè de tot plegat (ca), recueil de nouvelles.
  - Ramon Solsona i Sancho, pour Les hores detingudes, roman.
  - Ramon Guillem Alapont (ca), pour Terra d'aigua, recueil de poésie.
  - Valentí Puig i Mas (ca), pour Annus Horribilis, prose non fiction.
  - Dolors Cinca, pour la traduction du recueil de poésie Només un altre any, de Mahmud Darwix.
  - Gerard Vergés i Príncep (ca), pour la traduction du recueil de poésie Sonnets de William Shakespeare

## États-Unis
- National Book Award : 
  - Catégorie « Fiction » : William Gaddis pour A Frolic of His Own (Le Dernier Acte)
  - Catégorie « Essais» : Sherwin B. Nuland pour How We Die: Reflections on Life's Final Chapter
  - Catégorie « Poésie » : James Tate pour A Worshipful Company of Fletchers: Poems
- Prix Agatha : 
  - Catégorie « Meilleur roman » : Carolyn Hart, pour Dead Man's Island
  - Catégorie « Meilleure nouvelle » : Dorothy Cannell, pour The Family Jewels
- Prix Hugo :
  - Prix Hugo du meilleur roman : Mars la verte (Green Mars) par Kim Stanley Robinson[4]
  - Prix Hugo du meilleur roman court : Down in the Bottomlands par Harry Turtledove
  - Prix Hugo de la meilleure nouvelle longue : Georgia on My Mind (Georgia on My Mind) par Charles Sheffield
  - Prix Hugo de la meilleure nouvelle courte : Morts sur le Nil (Death on the Nile) par Connie Willis
- Prix Locus :
  - Prix Locus du meilleur roman de science-fiction : Mars la verte (Green Mars) par Kim Stanley Robinson[4]
  - Prix Locus du meilleur roman de fantasy : The Innkeeper's Song par Peter S. Beagle
  - Prix Locus du meilleur roman d'horreur : L’Aube écarlate (The Golden) par Lucius Shepard
  - Prix Locus du meilleur premier roman : Cold Allies par Patricia Anthony
  - Prix Locus du meilleur roman court : Un méphisto en onyx (Mefisto in Onyx) par Harlan Ellison
  - Prix Locus de la meilleure nouvelle longue : Mourir à Bangkok (Death in Bangkok) par Dan Simmons
  - Prix Locus de la meilleure nouvelle courte : Close Encounter par Connie Willis
  - Prix Locus du meilleur recueil de nouvelles : Aux confins de l'étrange (Impossible Things) par Connie Willis
- Prix Nebula :
  - Prix Nebula du meilleur roman : L'Envol de Mars (Moving Mars) par Greg Bear[5]
  - Prix Nebula du meilleur roman court : Sept vues de la gorge d'Olduvaï (Seven Views of Olduvai Gorge) par Mike Resnick
  - Prix Nebula de la meilleure nouvelle longue : L'Enfant de Mars (The Martian Child) par David Gerrold
  - Prix Nebula de la meilleure nouvelle courte : Plaidoyer pour les contrats sociaux (A Defense of the Social Contracts) par Martha Soukup
- Prix Pulitzer :
  - Catégorie « Fiction » : E. Annie Proulx pour The Shipping News (Nœuds et Dénouement)
  - Catégorie « Biographie et Autobiographie » : David Levering Lewis pour W. E. B. Du Bois: Biography of a Race, 1868–1919
  - Catégorie « Essai » : David Remnick pour Lenin's Tomb: The Last Days of the Soviet Empire
  - Catégorie « Histoire » : non attribué
  - Catégorie « Poésie » : Yusef Komunyakaa pour Neon Vernacular: New and Selected Poems
  - Catégorie « Théâtre » : Edward Albee pour Three Tall Women (Trois femmes grandes)

## Finlande
- Prix Aleksis-Kivi : non décerné
- Prix Kalevi-Jäntti : Kaj Kalin pour Veressä, Hannu Raittila pour Pakosarja
- Prix Eino-Leino : Risto Ahti
- Prix de la littérature de l'État finlandais : non décerné
- Prix littéraire de la ville de Tampere :Tuula Kallioniemi
- Prix Tollander : Claes Andersson
- Prix Rudolf-Koivu : non décerné
- Prix Topelius : Inka Nousiainen pour Kivienkeli
- Prix Mikael-Agricola : Taisto Nieminen
- Médaille Anni-Swan : Tuula Kallioniemi pour Järvihirviö
- Prix d'écriture Juhana-Heikki-Erkko : Jukka Ginström
- Prix Juhana-Heikki-Erkko : Markus Nummi pour Kadonnut Pariisi
- Médaille Kiitos kirjasta : Anja Snellman pour Ihon aika
- Prix Arvid-Lydecken : Kari Levola pour Kirjolohikäärme
- Prix Kaarle : Simo Hämäläinen
- Prix Pehr-Evind-Svinhufvud : non décerné
- Prix du grand club du livre finlandais : Jari Tervo et Leena Lander
- Prix Pirkanmaan-Plättä : Marvi Jalo pour Ratsutytön rekiretki
- Prix Väinö Linna : non décerné
- Prix Pääskynen : non décerné
- Prix Atorox : Johanna Sinisalo pour Me vakuutamme sinut
- Prix Finlandia : Eeva Joenpelto pour Tuomari Müller, hieno mies
- Prix Pikku-Finlandia : Wilhelm Bargum
- Prix Tieto-Finlandia : Heikki Ylikangas (fi) pour Tie Tampereelle
- Prix Lea : Pirkko Saisio pour Voiton päivä
- Prix Tähtivaeltaja : Simon Ings (en) pour Kuuma pää
- Poeta Finlandiae : Juice Leskinen[6]
- Livre scientifique de l'année : Markus Hiekkanen pour The Stone Churches of the Medieval Diocese of Turku
- Prix de l'ours dansant : Sirkka Turkka pour Sielun veli
- Prix Runeberg : Paavo Rintala pour Aika ja uni
- Prix Vuoden johtolanka : Matti Yrjänä Joensuu pour Harjunpää ja rakkauden nälkä

## France
- Prix Goncourt : Didier Van Cauwelaert, Un aller simple, Paris, Albin Michel
  - Prix Goncourt du premier roman : Bernard Lamarche-Vadel pour Vétérinaires
  - Prix Goncourt des lycéens : Claude Pujade-Renaud, Belle-mère, Arles, Actes Sud
- Prix Médicis : Yves Berger, Immobile dans le courant du fleuve, Paris, Grasset
  - Prix Médicis étranger : Robert Schneider (trad. Claude Porcell), Frère Sommeil [« Schlafes Bruder »], Paris, Calmann-Lévy
  - Prix Médicis essai : Pour Jean Prévost de Jérôme Garcin
- Prix Femina : Olivier Rolin, Port-Soudan, Paris, éditions du Seuil
  - Prix Femina étranger : Le Royaume interdit de Rose Tremain, éditions de Fallois
- Prix Renaudot : Guillaume Le Touze, Comme ton père, éditions de l'Olivier
- Prix Interallié : Marc Trillard, Eldorado 51, Paris, Phébus
- Grand prix du roman de l'Académie française : Frédéric Vitoux, La Comédie de Terracina, Paris, éditions du Seuil
- Grand prix de la francophonie : Mohammed Dib
- Prix des Deux-Magots : Christophe Bataille, Annam, Paris, Arléa
- Prix du Roman populiste : Jean Vautrin pour Symphonie Grabuge
- Prix France Culture : L'Espace antérieur de Jean-Loup Trassard
- Prix du Livre Inter : Robert Bober, Quoi de neuf sur la guerre ?, Paris, POL
- Grand prix RTL-Lire : La Douane de mer de Jean d'Ormesson
- Grand prix de l'Imaginaire :
  - Catégorie « Roman » : Pierre Bordage, Les Guerriers du silence, Nantes, L'Atalante
  - Catégorie « Roman étranger » : Jack Finney (trad. Hélène Collon), Le Voyage de Simon Morley [« Time and Again »], Paris, Denoël[7]
  - Catégorie « Roman pour la jeunesse » : Alain Grousset, Les Chasse-marées, Paris, Hachette jeunesse
  - Catégorie « Nouvelle » : Katherine Quenot, « Rien que des sorcières »
- Grand prix des lectrices de Elle : 
  - Catégorie « Roman » : Gisèle Pineau, La Grande Drive des esprits, Paris, le Serpent à plumes
- Prix de Flore : Vincent Ravalec, Cantique de la racaille, Paris, Flammarion
- Prix des libraires : Nitchevo d'Isabelle Hausser
- Prix Valery-Larbaud : Jean-Noël Pancrazi, Le Silence des Passions, Paris, Gallimard
- Prix Novembre : L'Air de la guerre de Jean Hatzfeld et La Belle Jardinière d'Éric Holder
- Prix du Quai des Orfèvres : Jean-Louis Viot, Une belle garce, Paris, Fayard
- Prix du premier roman : Christophe Bataille, Annam, Paris, Arléa
- Prix mondial Cino-Del-Duca : Yves Pouliquen
- Grand prix des lectrices de Elle :
  - Roman: Gisèle Pineau pour La Grande Drive des esprits
  - Document : Alexandra Lapierre pour Fanny Stevenson

## Italie
- Prix Strega : Giorgio Montefoschi, La casa del padre
- Prix Bagutta : Alberto Arbasino, Fratelli d'Italia, (Adelphi)
- Prix Campiello : Antonio Tabucchi, Sostiene Pereira
- Prix Malaparte : Breyten Breytenbach
- Prix Napoli : Luce d'Eramo Ultima luna, (Mondadori)
- Prix Viareggio : Antonio Tabucchi, Sostiene Pereira

## Maroc
- Prix du Maroc du livre : 
  - Catégorie « Création littéraire » : Abdelkrim Ghallab[8]

## Monaco
- Prix Prince-Pierre-de-Monaco : Angelo Rinaldi[9]

## Norvège
- Prix Brage :
  - Catégorie « Fiction pour adultes » : Sigmund Mjelve, Område aldri fastlagt
  - Catégorie « Livre pour les enfants et la jeunesse » : Klaus Hagerup, Markus og Diana. Lyset fra Sirius
  - Catégorie « Livre de non-fiction » : Einar-Arne Drivenes, Marit Hanne Hauan et Helge A. Wold, Nordnorsk kulturhistorie
  - Catégorie « Prix d'honneur » : Halldis Moren Vesaas

## Royaume-Uni
- Prix Booker : James Kelman pour How Late It Was, How Late (Si tard, il était si tard)
- Prix James Tait Black :
  - Fiction : Alan Hollinghurst pour The Folding Star
  - Biographie : Doris Lessing pour Under My Skin (Dans ma peau)
- Prix WH Smith : Vikram Seth pour A Suitable Boy (Un garçon convenable)
- Prix John-Llewellyn-Rhys : Testament à l'anglaise  de Jonathan Coe
- Médaille Carnegie : Theresa Breslin pour Whispers in the Graveyard
- Prix Rose-Mary-Crawshay : 
  - Margaret Caldwell pour son édition des Grandes Espérances.
  - Janet Gezari (en) pour Charlotte Brontë and Defensive Conduct
- Prix Somerset-Maugham : Jackie Kay pour Other Lovers et Alison Louise Kennedy pour Looking For the Possible Dance

## Russie
- Prix Booker russe : Boulat Okoudjava pour Le Théâtre supprimé[10]

## Suisse
- Prix Lipp Suisse : Adrien Pasquali pour La matta, Zoé[11]